# باشگاه راسینگ بیروت
باشگاه راسینگ بیروت (انگلیسی: Racing Club Beirut) یک باشگاه فوتبال در شهر بیروت لبنان است. این باشگاه در لیگ برتر فوتبال لبنان بازی می‌کند. این باشگاه در سال ۱۹۳۵ تأسیس شده‌است.